# Serguei Netxàiev
Serguei Guennàdievitx Netxàiev (en rus: Серге́й Генна́диевич Неча́ев) (Ivànovo. 2 d'octubre de 1847 – Sant Petersburg. 21 de novembre o 3 de desembre de 1882) va ser un revolucionari rus associat amb el moviment nihilista, conegut per la seva indestructible recerca de la revolució per qualsevol mitjà que pogués ser necessari, incloent la violència política.

## Joventut a Rússia
Netxàiev va néixer a Ivànovo, en aquell temps una petita ciutat tèxtil, i el 1865, als 18 anys, Netxàiev es va traslladar a Moscou, on va treballar per a l'historiador Mikhaïl Pogodin. Un any més tard, es va traslladar a Sant Petersburg, va aprovar l'examen de mestre i va començar a ensenyar en una escola parroquial. A partir de setembre de 1868, Netxàiev assistí a classes a la Universitat de Sant Petersburg (com a oient, mai s'hi va matricular), involucrant-se en els creixents avalots dels estudiants a la universitat i es va familiaritzar amb la literatura subversiva russa dels desembristes, el Cercle Petraixevski i Mikhaïl Bakunin, entre d'altres. De Netxàiev s'havia arribat a dir que dormia despullat al bosc i vivia de pa negre en imitació de Rakhmètov, el revolucionari ascètic de la novel·la de Nikolai Txernixevski Txto dèlat? (Què cal fer?).
Inspirat per l'atemptat fallit contra la vida del tsar per part de Dmitri Karakózov, Netxàiev participà en l'activisme estudiantil de 1868 a 1869, encapçalant una minoria radical amb Piotr Tkatxov i altres. Netxàiev participà en l'elaboració del "Programa d'activitats revolucionàries" del moviment estudiantil, que va definir la revolució social com a objectiu final. El programa també suggeria camins de cara a la creació d'una organització revolucionària i la realització d'activitats subversives. En particular, el programa previa la creació del Catecisme d'un Revolucionari, pel qual Netxàiev es faria famós.

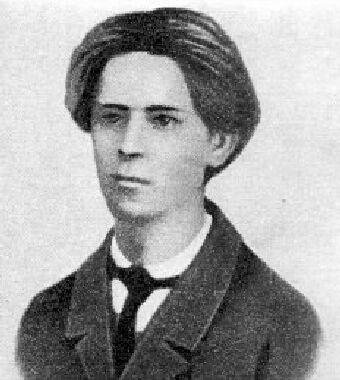
El jove Netxàiev

El desembre de 1868 es va reunir amb Vera Zassúlitx (que faria un intent d'assassinat del general Fiódor Trépov, governador de Sant Petersburg el 1878) en una reunió de professors. Li va demanar que anés a l'escola d'ell, on feia lectures de fulletons revolucionaris a la llum de les espelmes. En aquestes reunions es va conspirar per assassinar el tsar durant el novè aniversari de l'abolició de la servitud. L'última d'aquestes reunions estudiantils es va produir el 28 de gener de 1869. Netxàiev va presentar una petició en favor de la llibertat de reunió per als estudiants. Dos dies més tard, es va lliurar a la policia.

## L'exili de Ginebra
El gener de 1869, Netxàiev difongué falsos rumors sobre la seva detenció a Sant Petersburg i després va passar a Moscou abans d'anar a l'estranger. A Ginebra (Suïssa) es va fer passar per representant d'un comitè revolucionari, dient que havia fugit de la fortalesa de Sant Pere i Sant Pau, i es va guanyar la confiança del revolucionari a l'exili Mikhaïl Bakunin i el seu amic i col·laborador Nikolai Ogariov. Ogariov, per suggeriment de Bakunin, va dedicar un poema a Netxàiev:
L'ESTUDIANT (Al meu jove amic Netxàiev)
Nasqué amb un destí malaurat
i s'ensenyà en una escola dura,
i sofrí interminables turments
en anys de treball incessant.
Però amb els anys escombrats
el seu amor pel poble esdevingué més fort,
i el seu afany ferotge pel bé comú,
l'afany de millorar el destí de l'home.
Bakunin veia en Netxàiev l'autèntica veu de la joventut russa, que ell considerava com "la més revolucionaria del món". Es va mantenir en aquesta visió idealitzada molt després que la seva associació amb Netxàiev es convertís en perjudicial per a ell. Ogariov, Bakunin i Netxàiev organitzaren una campanya de propaganda de material subversiu per a ser enviat a Rússia, finançada per Ogariov des l'anomenat "Fons Bakhmètiev", que havia estat destinat a subvencionar les seves activitats revolucionàries. A Aleksandr Herzen li desagradava el fanatisme de Netxàiev i es va oposar fermament a la campanya, en la creença que Netxàiev influïa Bakunin cap a la retòrica més extrema. No obstant això, Herzen va cedir a lliurar la major part del fons a Netxàiev, que anava a Rússia a mobilitzar el suport a la revolució. La idea era que els activistes serien capturats i castigats i així es radicalitzarien. Entre aquestes persones hi havia Vera Zassúlitx, que havia estat cinc anys a l'exili a causa d'una carta toscament codificada enviada per Netxàiev.

## Catecisme d'un revolucionari
A finals de la primavera del 1869, Netxàiev escrigué el Catecisme d'un revolucionari, un programa per a la "destrucció despietada" de la societat i de l'Estat. El principi fonamental del Catecisme –"el fi justifica els mitjans"– va esdevenir el lema de Netxàiev al llarg de la seva carrera revolucionària. Veia la immoralitat implacable en la recerca d'un control total per part de l'Església i l'Estat, i creia que la lluita contra ells s'havia de dur a terme per qualsevol mitjà, per tal de destruir-los. El jo individual subsumit per un propòsit més gran en una mena d'ascesi espiritual, que per a Netxàiev era molt més que una teoria, era el principi bàsic pel qual ell va viure la seva vida. Segons el Catecisme:
| «                                               | Un revolucionari és un home condemnat. No té interessos privats, ni quefers, ni sentiments, ni llaços, ni béns, ni tan sols un nom propi. Tot el seu ésser és devorat per un propòsit, un pensament, una passió: la revolució. Cor i ànima, i no només amb paraules sinó amb fets, ha trencat tot vincle amb l'ordre social i amb tot el món civilitzat, les lleis, els bons costums, les convencions i la moral d'aquest món. Ell és el seu enemic implacable i segueix habitant-lo amb un sol propòsit: destruir-lo. Un revolucionari "ha d'infiltrar-se en totes les formacions socials, incloent la policia. Ha d'explotar els rics i influents, subordinant-los a ell mateix. Ha d'agreujar els sofriments de la gent comuna, per tal d'esgotar-ne la paciència i incitar-los a rebel·lar-se. I, finalment, ha d'aliar-se amb la paraula salvatge de la violència criminal, [aquest és] l'únic i veritable revolucionari a Rússia ". | » |
| — Serguei Netxàiev, citat per: Èdvard Radzinski | |   |

## Retorn a Rússia
Després d'haver abandonat Rússia il·legalment, Netxàiev va haver de tornar d'amagat a Moscou a través de Romania l'agost de 1869 amb l'ajuda dels contactes clandestins de Bakunin. A Moscou va viure una vida austera, gastant els fons només en activitats polítiques. Va fingir ser un servidor intermediari del departament rus de la "Unió Revolucionària Mundial" (que no existia) i va crear una filial de la societat secreta anomenada Naródnaia Rasprava ("Represàlia del Poble"), que, segons ell, existia des de feia força temps en cada racó de Rússia. Va parlar amb passió als dissidents estudiantils sobre la necessitat d'organitzar-se. Molts van quedar impressionats pel jove proletari i es van unir al grup. No obstant això, el fanàtic Netxàiev semblava cada vegada més desconfiat de les persones que hi havia al seu voltant, i va arribar a denunciar Bakunin per doctrinari, "ociosament allunyant-se de boca i al paper".
El cos prest es va trobar i alguns dels seus col·legues foren arrestats, però Netxàiev eludí la captura i se'n va anar a Sant Petersburg a finals de novembre, on va tractar de continuar les seves activitats per crear una societat clandestina. El 15 de desembre de 1869 va fugir del país i va tornar a Ginebra.

## Caiguda
Netxàiev va ser abraçat per Bakunin i Ogariov al seu retorn a Suïssa, el gener de 1870; Bakunin va escriure: "Vaig saltar d'alegria, tant que gairebé vaig trencar el sostre amb la meva vella testa!" Poc després de la seva reunió, Herzen va morir i un gran fons de la seva riquesa personal es va posar a disposició de Netxàiev per continuar les seves activitats polítiques. Netxàiev emeté una sèrie de proclames dirigides als diferents estrats de la població russa. Juntament amb Ogariov, va publicar la revista Kólokol (abril-maig de 1870, entregues 1 a 6). En el seu article "Els fonaments del sistema social futur" (Glàvnie osnovi búduixtxego obxtxèstvennogo stroia), publicat a Represàlia del Poble (1870, núm. 2), Netxàiev compartia la seva visió d'un sistema comunista amb Karl Marx i Friedrich Engels que més tard s'anomenaria "comunisme de caserna".
No obstant això, la sospita de Netxàiev cap als seus companys havia crescut encara més, i llavors va començar a robar cartes i papers privats per fer xantatge a Bakunin i els seus companys d'exili, en cas de necessitat. Va comptar amb l'ajuda de la filla de Herzen, Natàlia. Encara que no va trencar clarament amb Netxàiev, Bakunin el va reprendre en descobrir el seu doble joc: "Les mentides, l'astúcia [i] els embolics [són] un mitjà necessari i meravellós per desmoralitzar i destruir l'enemic, encara que certament no són un mitjà útil per obtenir i atreure nous amics". Bakunin va seguir defensant el jove radical, que ell anomenava "el meu cadell de tigre", i fins i tot va aconsellar Netxàiev de formar una societat secreta que utilitzés "mètodes jesuïtes o fins i tot embolics" en contra de les societats enemigues i el govern. Com va escriure Bakunin, "Les societats amb objectius a prop dels nostres han de ser forçats a fusionar-se amb la nostra societat o, almenys, han de subordinar-s'hi sense el seu coneixement, mentre que se n'ha de separar la gent nociva. Les societats que són hostils o positivament perjudicials ha de ser dissoltes i, finalment, el govern ha de ser destruït. Tot això no es pot aconseguir només mitjançant la propagació de la veritat; calen l'astúcia, la diplomàcia i l'engany." No obstant això, va començar a advertir els amics sobre el comportament de Netxàiev.
El Consell General de l'organització d'esquerres la "Primera Internacional" oficialment es va desvincular d'ell, dient que havia abusat del nom de l'organització. Després d'escriure una carta a un editor en nom de Bakunin, amenaçant de matar l'editor si no alliberava Bakunin d'un contracte, Netxàiev va quedar encara més aïllat dels seus companys. El membre de la Primera Internacional Guèrman Lopatin el va acusar de falta d'escrúpols teòrics i de comportament perniciós, cosa que va provocar que Ogariov i Bakunin trencassin públicament les seves relacions amb ell l'estiu de 1870; si bé Bakunin va continuar escrivint cartes a Netxàiev apassionadament demanant la reconciliació i advertint del perill que corria perquè les autoritats encara el perseguien per l'assassinat d'Ivànov.
El setembre de 1870, Netxàiev publicà un número de la revista Commune a Londres i, més tard, amagant-se de la policia tsarista, va passar a la clandestinitat a París i Zúric. També es va mantenir en contacte amb els blanquistes polonesos, com Caspar Turski i altres. El 1872, Karl Marx va mostrar la carta d'amenaça que Netxàiev havia escrit a l'editorial en una reunió de la Primera Internacional, raó per la qual Bakunin també va ser expulsat de l'organització.
El 14 d'agost de 1872, Netxàiev va ser detingut a Zúric i lliurat a la policia russa. Va ser declarat culpable el 8 de gener de 1873 i condemnat a 20 anys de treballs forçats (kàtorga) per l'assassinat d'Ivànov. Netxàiev, mentre era reclòs dins un revellí de la fortalesa de Sant Pere i Sant Pau, va aconseguir guanyar-se els guardians amb la força de les seves conviccions i, a la fi de 1870, ja els usava per transmetre la correspondència amb els revolucionaris a l'exterior. El desembre de 1880, Netxàiev es va posar en contacte amb el Comitè Executiu de Naródnaia Vólia i va proposar un pla per escapar-se. No obstant això, va abandonar el pla perquè no volia distreure els esforços dels membres de Naródnaia Vólia d'intentar assassinar Alexandre II.
Vera Zassúlitx, que deu anys abans havia estat entre els investigats per l'assassinat d'Ivànov, es va assabentar que un pres polític jove havia estat assotat per ordre del cap de la policia de Sant Petersburg, el general Trèpov. Encara que no era seguidora de Netxàiev, estava indignada pel seu maltractament i per la situació d'altres presos polítics, i es va dirigir a l'oficina de Trèpov, li va disparar i el va ferir. Ens parla del sentiment popular polític de l'època el fet que va ser declarada innocent pel jurat, basant-se que havia actuat per nobles intencions.
El 1882 Netxàiev morí a la seva cel·la.

## Llegat
D'acord amb el dramaturg Èdvard Radzinski, els mètodes i les idees de Netxàiev s'han aplicat amb èxit per part de molts revolucionaris com Vladímir Lenin i Ióssif Stalin.